# 에드워드 리
에드워드 리(Edward Lee,  1972년 7월 2일 ~ )는 미국의 스타 셰프, 작가, 레스토랑 경영자이다. 한국계 미국인으로서 미국 남부 요리에서 자주 쓰이는 단수수, 햄, 버번 위스키 등의 식재료를 한식에 접목시킨 요리로 잘 알려져 있다.
에드워드 리는 미국과 영국의 《The Mind of a Chef》, 《Top Chef》, 《Iron Chef America》,《Culinary Genius》 등의 TV 프로그램에 출연하여 유명세를 탔다. 그는 요리계의 아카데미 상인 제임스 비어드상에 9번 후보로 지명되었으며, 미국과 카리브해 인근 지역에서 여러 레스토랑을 운영하고 있다.
2023년 4월 대한민국 윤석열 대통령의 미국 국빈 방문 중 백악관에서 열리는 한미동맹 70주년 기념 국빈 만찬의 셰프로 초청되었다.

## 경력
- 610 매그놀리아(610 Magnolia) 오너셰프
- 나미 코리안 스테이크하우스(Nami Modern Korean Steakhouse) 오너셰프
- Succotash Prime 오너셰프
- Shia 오너셰프
- 제임스 비어드 어워드(James Beard Awards) 최고 셰프 부문 세미파이널리스트 (2008 - 2010)
- 제임스 비어드 어워드 최고 셰프 부문 최종 후보 (2011 - 2017)
- 2017년 비영리단체 리 이니셔티브(The LEE Initiative) 공동설립
- 2019년 제임스 비어드 어워드 도서 부문 수상
- 2019년 IACP 어워드 Literary Food Writing 부문 최종 후보
- 2021년 무하마드 알리 인도주의 상(Muhammad Ali Humanitarian Awards) 수상
- 2023년 4월 26일 윤석열 대통령 방미 기념 백악관 국빈 만찬 게스트 셰프
- 2024년 제임스 비어드 어워드 올해의 인도주의 상 수상

## 방송
- 아이언 셰프 아메리카 시즌 8 28화 우승 (2010)
- 탑 셰프: 텍사스 5위 (2011)
- 마인드 오브 셰프 시즌 3 - 1화~8화 출연 (2014)
- 마스터셰프 US 시즌 7 게스트 심사위원 (2016)
- KBS WORLD 요리인류 닭고기 로드 특별출연 (2017)
- Culinary Genius America 심사위원 (2017)
- 넷플릭스 칵테일 마스터 7화 게스트 (2022)
- 넷플릭스 흑백요리사 준우승 (2024)
- TVN 유퀴즈 온 더 블록 265화 게스트 (2024)

## 같이 보기
- 나폴리 맛피아